# Gabriele Dahms

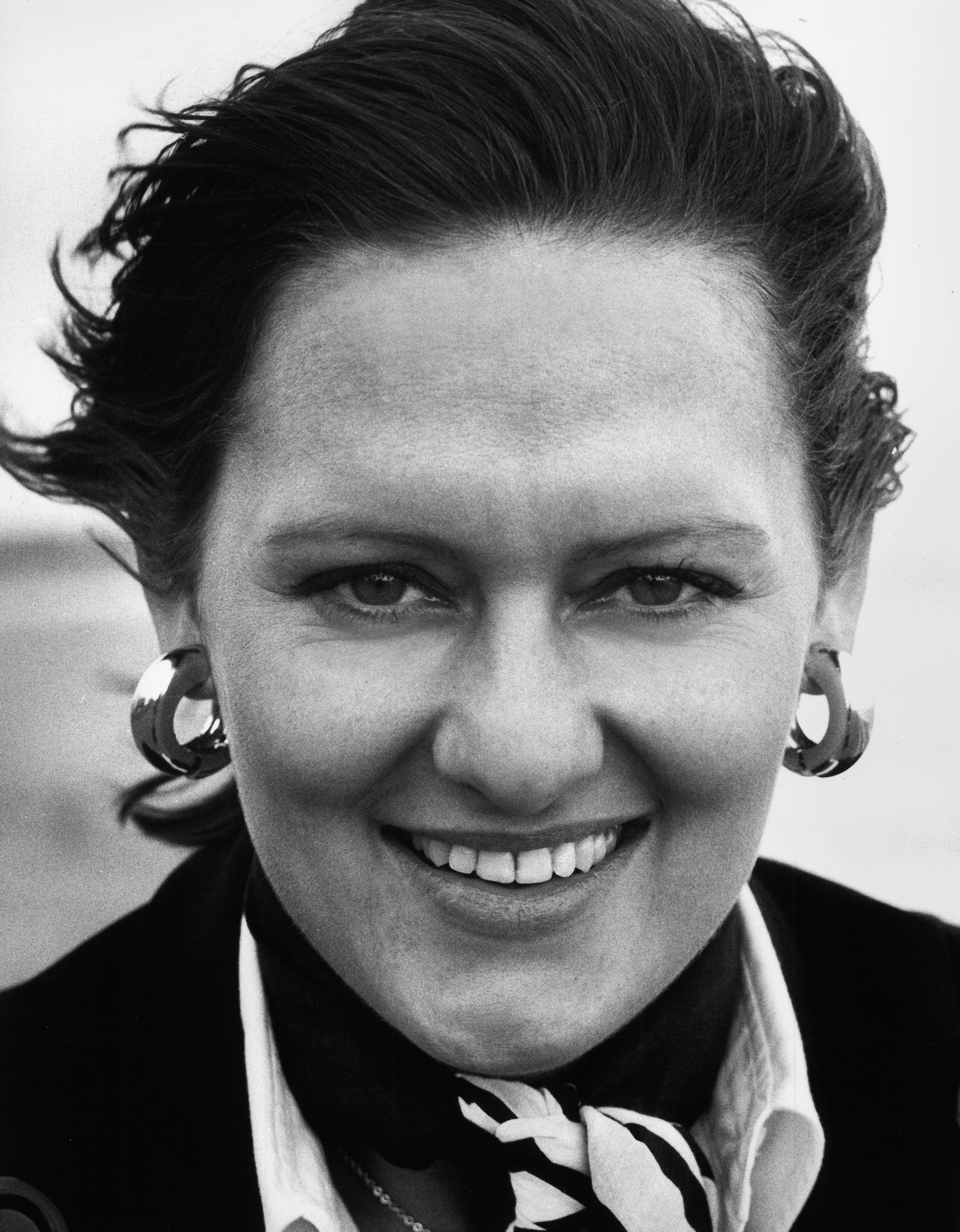
Gabriele Dahms

Gabriele Dahms (* 21. September 1944 in Freiburg im Breisgau; † 17. April 1999 in Heidelberg) war eine deutsche Malerin.

## Leben und Wirken
Gabriele Dahms Eltern führten in Mannheim-Käfertal einen Textilgroßhandel. Sie absolvierte eine Ausbildung an der Textilfachschule in Nagold mit dem Abschluss als Textilbetriebswart und war anschließend im elterlichen Unternehmen tätig. Von 1965 bis 1967 studierte sie Malerei bei André Sangsué in Genf, danach bei Heinz Trökes in Berlin und Salzburg sowie bei Erich Kraemer in Luxemburg. Nachdem sie 1980 ein Stipendium der Stadt Mannheim für einen Studienaufenthalt in Sestola in der Emilia-Romagna erhalten hatte, unternahm sie auch Reisen in Länder des Fernen Osten und beschäftigte sich intensiv mit Philosophien dieser Region, insbesondere mit dem Taoismus, was für ihre künstlerische Arbeit prägend wurde.
Dahms hatte zahlreiche Einzelausstellungen in Deutschland, Österreich, Italien, Belgien, Luxemburg und Monaco.

## Werk
Über die Stilrichtung des Tachismus wurde ihre Malerei seit Ende der 1970er Jahre konzentrierter zu „stillen Formulierungen“. Hans Gercke beschreibt ihre Werke als „… Meditationsbilder […], vor denen man still wird, gedankenvoll und schließlich gedankenleer“.
Ihre Werke sind stilistisch einfach und in der Verwendung gestalterischer Mittel reduziert, wobei sie auch Materialien wie Erde und Sand einsetzte.
Ab 1983 wählte sie den Titel „Tao“ (der Weg) für alle Bilder, was bezeichnend für ihre künstlerischen Intentionen ist. Ihre Gemälde werden dem meditativen Expressionismus zugeordnet, in der Tradition von Mark Rothko und Barnett Newman.

## Ausstellungen (Auswahl)
- 1989: Gabriele Dahms. Neue Bilder. Galerie Brigitte Stemmle-Adler, Heidelberg
- 1991: Gabriele Dahms. Ursula Blickle Stiftung, Kraichtal

## Werke in öffentlichem Besitz (Auswahl)
- Kunsthalle Mannheim
- Regierungspräsidium Karlsruhe